# Alexandre Borissov
Pour les articles homonymes, voir Borissov.
Alexandre Alexeïevitch Borissov (en russe : Алекса́ндр Алексе́евич Бори́сов), né le 2 novembre 1866 (14 novembre dans le calendrier grégorien) dans le village de Glouboki Routcheï (près de Krasnoborsk, Oblast d'Arkhangelsk, gouvernement de Vologodski), et mort le 17 août 1934, est un peintre russe (le premier à avoir pris l'Arctique comme sujet principal de ses peintures), écrivain et explorateur des régions polaires. Il a apporté une contribution significative aux problèmes économiques et de transport dans les régions du nord de la Russie.

## Biographie
Borissov naît dans une famille de paysans. À 15 ans, il part travailler au monastère Solovetski où il devient pêcheur. Bientôt, il est accepté comme étudiant à l'atelier de peinture d'icônes. L'archimandrite du monastère, en voyant ses talents de dessinateur, l'envoie au monastère principal. Tout en préparant son noviciat, Borissov se forme à la peinture d'icônes.
Le travail de Borissov attire l'attention du grand duc Vladimir Alexandrovitch de Russie, président de l'Académie des beaux-arts, lors d'une visite des îles Solovki et, aussi, celle d'un collectionneur de peinture, le général Andreï Andréïevitch Bogolioubov (ru), qui fait partie de l'état-major de la région militaire de Saint-Pétersbourg. Ils décident d'aider le jeune peintre par une bourse d'études. Le 20 septembre 1886, il part pour Saint-Pétersbourg.
Durant sa période d'étude à l'Académie russe des beaux-arts, de 1888 à 1892, le travail créateur de Borissov est récompensé par trois médailles d'argent dont une grande. Pour ses excellents résultats dans la classe de peinture, le conseil de l'Académie lui attribue, en juin 1892, une bourse d'études en tant que « Paysan boursier de l'État ». En 1895, Borissov étudie à l'atelier de dessin, sous la direction d'Ivan Chichkine, et, un an après sa sortie de l'Académie, chez le peintre Arkhip Kouïndji.
À l'été 1894, Borissov accompagne le ministre Serge Witte sur le bateau « Lomonosov » pour un voyage dans le Grand Nord. Il est chargé de dresser des croquis des ports et des baies des côtes de Mourmansk. Il réalise ainsi son rêve de naviguer dans l'Océan Arctique et l'idée d'une grande expédition artistique commence à mûrir dans son esprit.

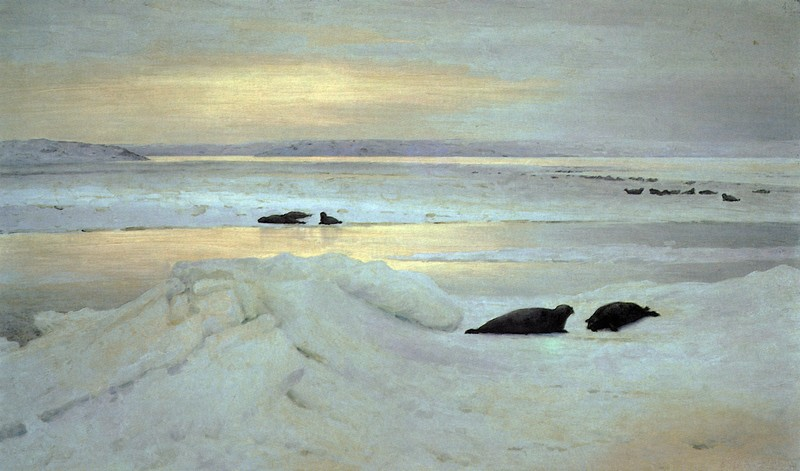
« Nuit polaire au printemps », 1897, Galerie Tretiakov.

De son voyage de 1894, il rapporte 150 études, dont il expose une partie en 1897 à l'exposition organisée à Saint-Pétersbourg. Ces travaux provoquent l'admiration de Vasnetsov, les applaudissements de Stassov. Tretiakov acquiert, pour sa collection, les travaux de Borissov pour le prix de 8 000 Roubles. Ilia Répine s'exprime ainsi à propos du jeune peintre : « Ce sont de merveilleux tableaux, qui transcrivent le réel comme un miroir, comme il est rare d'en trouver. L'amour de notre Nansen russe s'y donne libre cours dans la noirceur des eaux océanes et la blancheur des glaciers. C'est toujours la fraîcheur et la densité des couleurs du Grand Nord, là dans l'obscurité, là dans la lumière d'un soleil bas. Les montagnes recouvertes à moitié de neige pendant les étés chauds, les rivages avec leurs barques de Samoyèdes en peau de rennes… Tout cela respire la beauté particulière de l'Arctique et rend une impression de vérité ».
En 1900, Borissov et huit compagnons se rendent en Nouvelle-Zemble. L'expédition dure quatorze mois, et ils doivent surmonter d'énormes difficultés. À la fin de l'été, l'embarcation est prise dans les glaes et ils doivent regagner la terre à pieds, sur la banquise, non sans difficultés. Ils observent et transcrivent sur la carte les rivages des golfes de Tchekine, Héznaémy, Medvejy, en attribuant à chaque cap, chaque baie, chaque sommet de montagne le nom de peintres, de savants, ou de ceux qui ont pris à cœur la défense du Nord.
Grâce à Borissov, sont ainsi immortalisés, sur la carte de Nouvelle-Zemble, les noms de beaucoup de peintres russes : les caps Chichkine, Kouïndji, Kramskoï, Vasnetsov, Verechtchaguine, Répine, et aussi le glacier Tretiakov. Les monts Kazi sont nommés ainsi en l'honneur de l'organisateur des chantiers navals russes, Mikhaïl Kazi. En outre ils recueillent, durant leur voyage, des observations météorologiques, des données géologiques, botaniques et zoologiques en constituant des collections de spécimens. Un des principaux résultat de l'expédition est la constitution d'un fonds de centaines d'esquisses et d'études qui serviront à créer des toiles monumentales sur les thèmes rassemblés en Nouvelle-Zemble.
Les travaux de l'artiste, exposés aux expositions du printemps de Saint-Pétersbourg des années 1900—1905, attirent l'attention sur Borissov, non seulement en Russie, mais aussi au-delà des frontières. En 1902, sur invitation de la Société des beaux-arts de Vienne, Borissov organise une exposition dans la capitale de l'Empire austro-hongrois. Le succès obtenu lui permet d'organiser des expositions à Berlin, Hambourg, Cologne, Dusseldorf et Paris. Le gouvernement français lui décerne l'Ordre national de la Légion d'honneur. En 1907, à Londres, l'exposition de Borissov est visitée par l'explorateur polaire Nansen qui lui remet, au nom des gouvernements de Suède et de Norvège, la nomination à l'ordre de Saint-Olaf. Quant au gouvernement britannique, il lui remet la nomination à l'Ordre du Bain.
En 1906, Borissov prend une part active à la création du « Cercle des amateurs de beaux-arts de la région Nord de Russie », participant à l'élaboration des statuts, puis à l'organisation de toutes les expositions (1905—1919).
Au début de l'année 1908, Borissov part pour les États-Unis pour une exposition de ses tableaux à la Maison-Blanche, à Washington ; il est ainsi le premier peintre russe à être invité par un président des États-Unis.
De retour en Russie, le peintre s'installe près de sa famille, à Krasnoborsk. Durant cette période, Borissov crée des ouvrages et des toiles consacrés, non seulement à l'Arctique, mais aussi aux îles Solovki et aux terres russes septentrionales. En février 1914, le peintre organise une grande exposition à Saint-Pétersbourg.

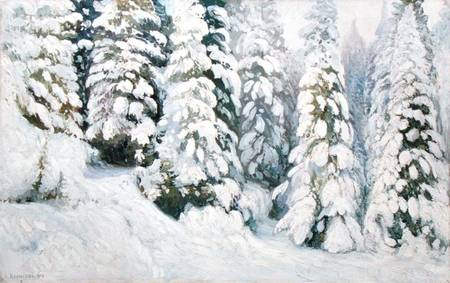
« Contes d'hiver », 1913.

Borissov écrit également des récits de voyages : « Chez les Samoyèdes. De Pinegi à la mer de Kara » (1907), « Au pays du froid et de la mort » (1909), « Grand voyage au nord-est. Descente en rivière de la Sibérie à l'Europe » (1910), « La route du rail, de Ob à Mourmansk » (1915). Dans ces livres, il décrit la grande richesse de la nature dans ces régions et les conditions de vie pauvres des populations natives locales. Dans ses conférences scientifiques et ses études, il analyse les problèmes économiques du nord, il exprime ses opinions sur la nécessité de construire des voies ferrées et des canaux reliant entre eux les fleuves de Sibérie du Nord.
En 1915 et 1916, il étudie un projet de construction d'une ligne de chemin de fer entre Ob et Mourmansk, projet soutenu par le gouvernement du tsar et, plus tard, après la révolution, par le Conseil des commissaires du peuple. Mais à cause de la guerre civile le projet ne sera réalisé qu'après des dizaines d'années.
Dans les années 1920-1930, il prend part à la réalisation du projet de chemin de fer Ob - Kotlas- Soroka. En 1922, c'est à son initiative qu'est fondée, à proximité de Krasnoborsk, près d'une source d'eau salée, la station thermale « Solonikha » dont il devient le premier directeur.
Le 17 août 1934, le peintre meurt dans sa maison près de Krasnoborsk.
Actuellement, les œuvres de Borissov sont conservées au Musée russe, à la Galerie Tretiakov, au musée de l'oblast d'Arkhangelsk, à la galerie de peinture de l'oblast de Vologda, au musée du district autonome de Nénétsie et dans d'autres musées de la fédération de Russie.

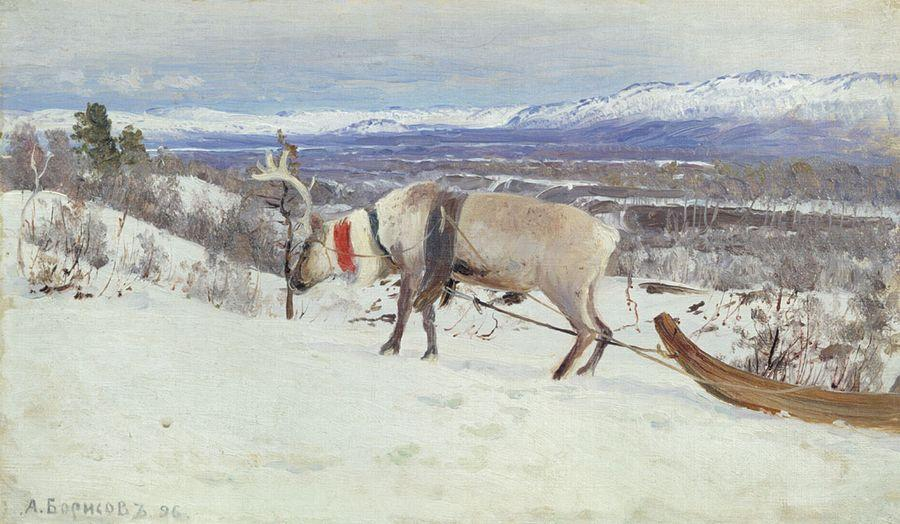
Près du port (Mourmane)-(Mourmansk).
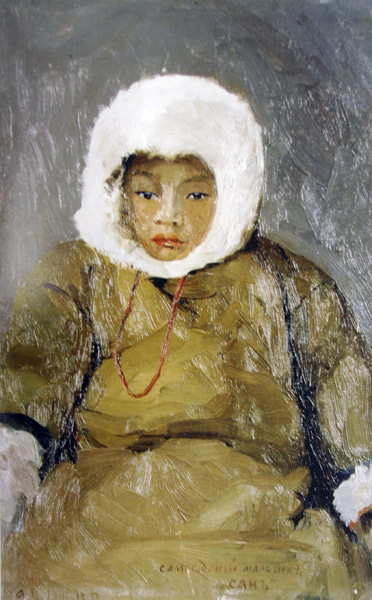
Garçon Samoyède.
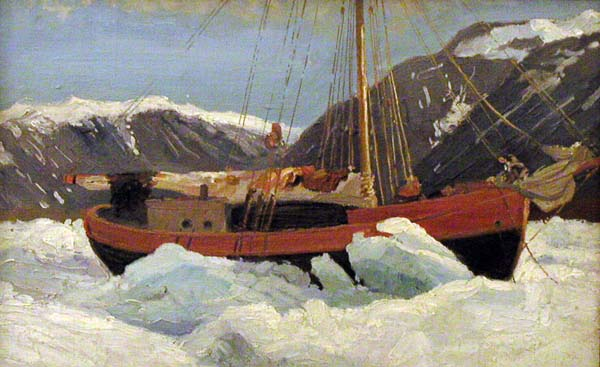
Mechta (rêve), le Yacht de Borissov.
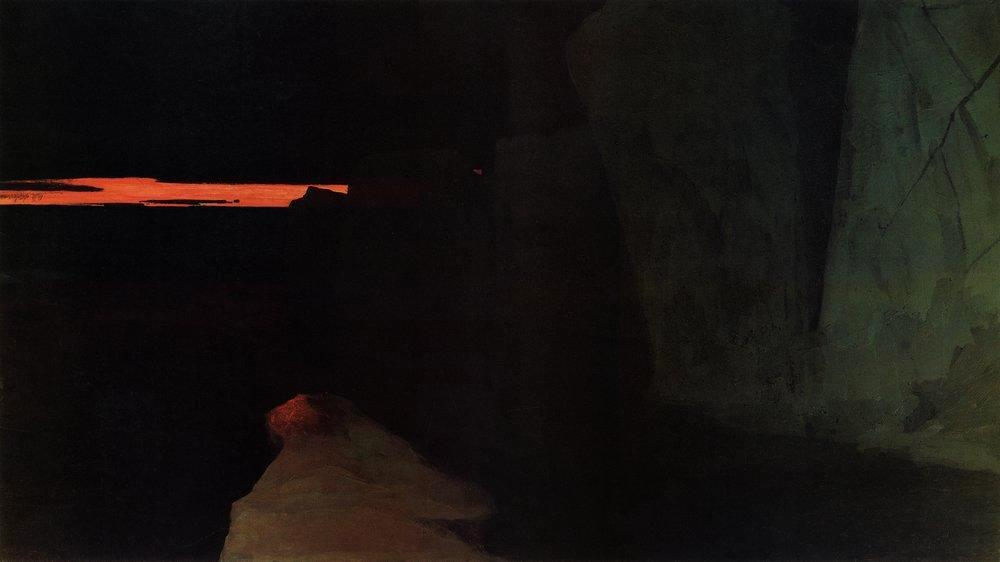
Le pays de la mort. Nuit d'août en Arctique.

## Mémoire
- En 1974, un buste du peintre est inauguré à Krasnoborsk.
- Le nom de Borissov est donné à de nombreuses rues : à Arkhangelsk, Krasnoborsk et à Veliki Oustioug.
- À Arkhangelsk, au 3 rue Pamorskaïa, le Musée de l'État de mise en valeur de l'Arctique Alexandre Borissov est ouvert ; il fait partie de l'association du musée de la « Culture des beaux-arts du Nord de la Russie ».